# 克里斯蒂娜·卡爾德隆
克里斯蒂娜·卡爾德隆（1928年5月24日—2022年2月16日）是智利的民族誌學者、工匠、作家和文史工作者，是2005年其姊姊烏蘇拉（Úrsula）逝世後最後一位純血統的雅加人。自2004年起，卡爾德隆（通常被稱為「Abuela」，西班牙語「祖母」之意）和其嫂埃梅琳達·阿庫尼亞（Emelinda Acuña）成為火地群島本土語言雅甘語唯二的母語使用者（後者於2005年因心臟病逝世）。

## 生平

### 早期生活
1928年5月24日，卡爾德隆出生於納瓦里諾島威廉斯港的羅巴洛（Robalo），父親胡安·卡爾德隆（Juan Calderón，Akačexaninčis）是奧地利傳教士、人類學家馬丁·古辛德的線人之一，母親則是卡門·哈爾班（Carmen Harban，Lanixweliskipa）。卡爾德隆於四歲時成為孤兒，並被祖父母威廉姆斯·哈爾班（Williams Harban，Halnpenš）和朱莉婭（Julia，Karpakolikipa）收養，朱莉婭教導她有關雅加文化的知識。卡爾德隆與父母的生活十分貧困且經常挨餓，後來祖父哈爾班被一名西班牙人襲擊後不久便去世，她之後被其舅媽「格蒂奶奶」、舅舅費利佩和表姊克拉拉撫養長大，他們進一步教會卡爾德隆雅甘語。卡爾德隆在兒時曾聽聞歐洲移居者侵略和雅加人反抗的故事，也嘗試打獵，並透過觀察親戚們學會製作手工藝品，她在9歲前僅會使用雅甘語，後來才由同齡人學會西班牙語，並向居住在英國聖公會傳教區的舅媽格蒂學習英語。同時，卡爾德隆和其家人因雅加人的原住民身分受到政府當局和當地人的歧視。
卡爾德隆的第一段婚姻始於15歲，其夫費利佩·加雷的前妻在未離婚的情況下離開他，加雷自己育有三名子女。兩人結婚的決定係出於經濟考量，以及卡爾德隆家人的媒合，因為加雷可以提供身為孤兒的她較好的生活條件。卡爾德隆起初因自己年齡較加雷年輕而拒絕此婚事，惟最終仍順從家人的要求與其步入婚姻。加雷於1948年因闌尾炎逝世，由於和前妻未辦理正式離婚流程，其財產歸由後者繼承，卡爾德隆在加雷去世後再次陷入貧困，依靠親戚的接濟度日，惟她親戚的生活條件也同樣不佳。
卡爾德隆的第二任丈夫是盧喬·薩拉加，瑟爾科南人，是名牧羊人領袖，婚後與她育有五名子女。薩拉加於1962年在旁塔阿雷納斯去世，死因可能為肺結核。1964年，卡爾德隆遇到其第三任丈夫特奧多西奧·岡薩雷斯，為一名剪羊毛工，兩人自幼即認識，過去由於外界因素未能步入禮堂，彼此被描述成「女孩時的她就想擁有的」親密關係，岡薩雷斯於2009年去世。

### 後期生活
卡爾德隆常被當地社區的人稱為「克里斯蒂娜奶奶」（西班牙語：Granny Gertie）或直接簡稱「奶奶」。2005年，她與孫女克里斯蒂娜·薩拉加、姊姊烏蘇拉·卡爾德隆（Úrsula Calderón）出版一本講述雅加傳說和故事的書《我想給你講一個故事》（Hai Kur Mamashu Shis）。薩拉加和其夫奧利弗·沃格爾（Oliver Vogel）根據卡爾德隆的口述，於2010年出版一本雅甘語詞典和故事書《Yagankuta》。卡爾德隆的傳記於2017年出版，書名《克里斯蒂娜·卡爾德隆，回憶我的雅加祖母》（Cristina Calderón, Memorias de mi abuela Yagán），作者為其孫女克里斯蒂娜·薩拉加。
截至2019年5月，卡爾德隆居住於家鄉威廉斯港附近的尤克卡村，同時也是10個子女的母親、19個孩子的祖母。她花費時間製作傳統手工藝品，並向家人分享雅加文化，其女莉迪亞·岡薩雷斯於2021年以雅加民族代表的身分當選智利制憲會議的議員。
卡爾德隆因感染2019冠狀病毒病引起併發症，2022年2月16日於旁塔阿雷納斯的麥哲倫臨床醫院（Hospital Clínico de Magallanes）病逝，享耆壽93歲，其女莉迪亞·岡薩雷斯透過社群媒體Twitter宣布她的死訊。麥哲倫-智利南極大區區長豪爾赫·弗利艾斯和合恩角自治市政府在卡爾德隆逝世後宣布該地區為期三天的哀悼期，智利總統當選人加布列·博里奇指出：

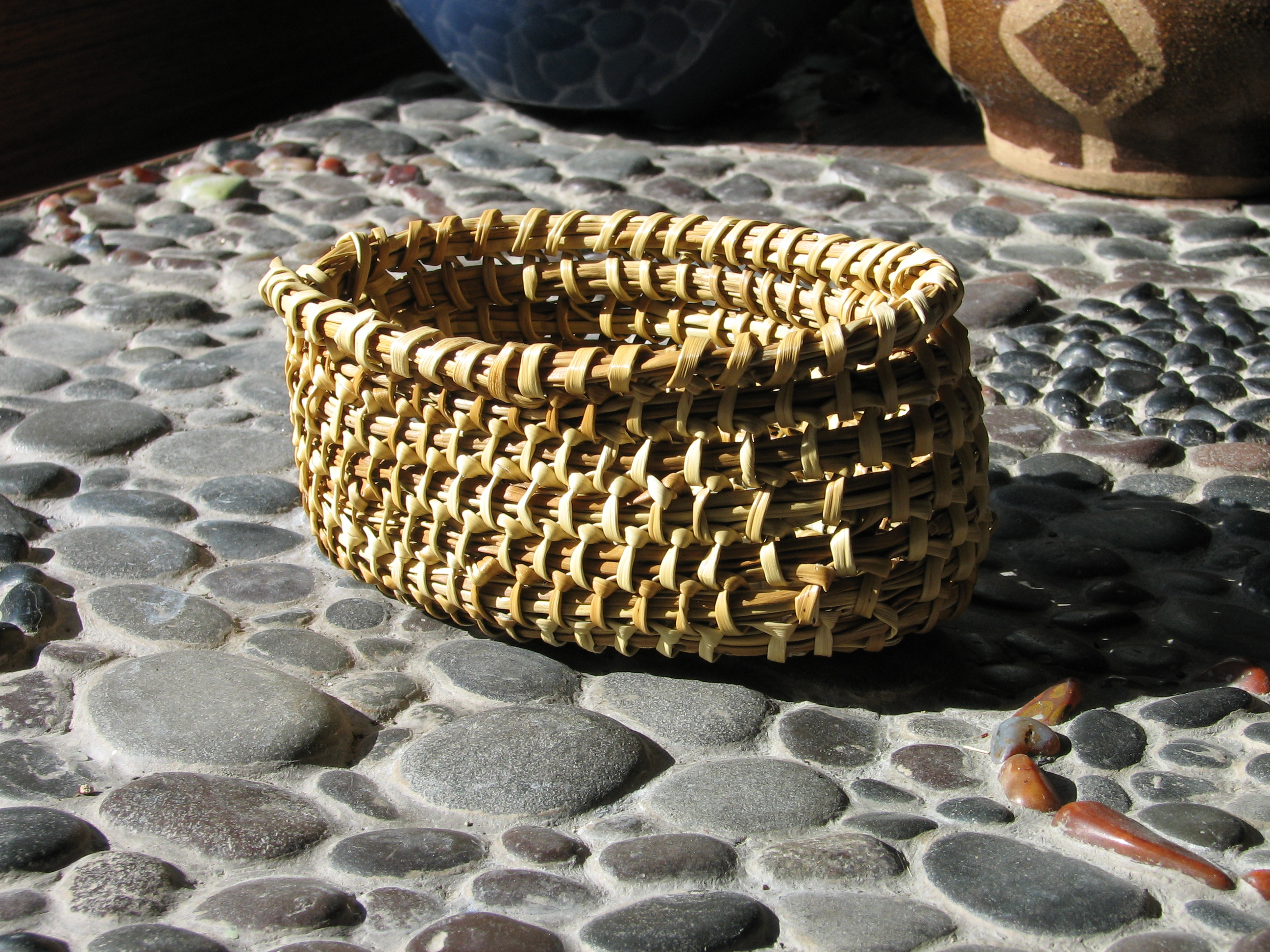
傳統的雅加籃子，由克里斯蒂娜·卡爾德隆編織

|                             | 今日，雅加族人克里斯蒂娜·卡爾德隆與世長辭，享耆壽93歲。但是，她的愛、教誨和努力，這些來自世界南端的一切都將永遠流傳下去。 Hoy a los 93 años ha fallecido Cristina Calderón del pueblo Yagán. Pero su cariño, enseñanzas y luchas desde el sur del mundo, donde todo comienza, seguirán vivos por siempre. |
| ——智利候任總統加布列·博里奇 | |

## 榮譽
克里斯蒂娜·卡爾德隆被智利政府視為雅加人傳統文化和語言的傳播者和保存者，且被正式尊稱為「麥哲倫-智利南極大區的傑出女兒」（Illustrious Daughter of the Magallanes Region and Chilean Antarctica）。根據聯合國教科文組織於2003年通過的《保護非物質文化遺產公約》，國家文化藝術委員會將卡爾德隆列為「活的人類財富」。此外，在2010年智利建國二百周年的慶祝活動中，卡爾德隆被提名為該國50位傑出女性之一。

## 外部連結
- Hai kur mamashu shis （页面存档备份，存于） Ediciones Kultrún, Validivia, Chile, 2005（西班牙語／英語雙語版）80頁 ISBN 956-7291-48-9